# シドニー・キーズ
シドニー・アーサー・キルワース・キーズ（Sidney Arthur Kilworth Keyes, 1922年5月27日 - 1943年4月29日）は、イギリスの詩人。
ウィリアム・バトラー・イェイツやライナー・マリア・リルケの影響を強く受け、その詩風が独創的であることから1940年代の新ロマン主義を彩る人物として有望視されていたが、第二次世界大戦のチュニジア戦線で戦死した。
死後、1943年にキーズが生前著した『残酷な夏至（The Cruel Solstice）』と『鉄の月桂冠（The Iron Laurel）』を讃えてホーソーンデン賞が受賞された。

## 生涯
1922年5月27日、イングランド・ケント州ダートフォードに生まれる。トンブリッジ・スクールを経てオックスフォード大学に入学。大学でキーズが生前書いた詩集である『残酷な夏至』と『鉄の月桂冠』を著した。また、大学ではドイツの美術家ミレイン・コスマンと恋に落ちるが、2人の恋は成就しなかった。
第二次世界大戦が勃発すると、1942年4月にオックスフォードを離れて兵役についた。キーズはチュニジアの戦線に参加したが、1943年4月29日にチュニジアで敵兵によって殺されて死亡した。
キーズの死後、『残酷な夏至』と『鉄の月桂冠』を讃えてホーソーンデン賞が受賞された。